# Charles Gorman
Pour l'acteur, voir Charles Gorman (acteur).
Pour les articles homonymes, voir Gorman.
Charles Gorman, né le 6 juillet 1897 à Saint-Jean, au Nouveau-Brunswick, et mort le 11 février 1940 à Saint-Martins, au Nouveau-Brunswick, est un patineur de vitesse canadien.

## Biographie
Charles Gorman remporte le titre de champion du Canada sur piste extérieure en 1924, 1925 et 1926. Il remporte le titre de champion d'Amérique du Nord sur piste extérieure en 1924 et sur piste intérieure en 1926, 1927 et 1928. Il est sacré champion du monde en 1926.
Il participe par ailleurs aux Jeux olympiques d'hiver de 1924 et à ceux de 1928.
Il est intronisé au Panthéon des sports canadiens en 1955 et au Temple de la renommée sportive du Nouveau-Brunswick en 1970.